# Sautron
Sautron là một xã thuộc tỉnh Loire-Atlantique, trong vùng Pays de la Loire ở phía tây nước Pháp. Xã này nằm ở khu vực có độ cao từ 25-80 mét trên mực nước biển. Theo điều tra dân số năm 2006 của INSEE, xã có dân số 6809 người.

## Liêt kết ngoàis
- Website of the Commune of Sautron
- Site of tradespeople of Sautron Lưu trữ ngày 18 tháng 7 năm 2011 tại Wayback Machine
- Sautron on the Institut Géographique National website[liên kết hỏng]
- Sautron on the INSEE website